# Dawid Kręt
Dawid Kręt, né le 2 août 1988 à Płońsk, est un footballeur polonais. Il est gardien de but au Jezioral Iława.

## Carrière
- 2006-2007 :  Amica Wronki
- 2007-jan. 2009 :  Lech Poznań
- jan. 2009-2009 :  Polonia Słubice
- 2009-mars 2011 :  Tur Turek
- depuis mars 2011 :  Jeziorak Iława